# Monster's Ball
Monster's Ball (titulada en Colombia, México y Venezuela El pasado nos condena, y en Argentina Cambio de vida) es una película estadounidense de 2001 dirigida por Marc Forster y escrita por Milo Addica y Will Rokos. Sus principales protagonistas son Billy Bob Thornton, Halle Berry, Heath Ledger y Peter Boyle.
Por su interpretación en Monster's Ball, Halle Berry consiguió el Óscar a la Mejor Actriz, siendo esta la primera vez que una mujer afrodescendiente obtiene dicho premio.

## Argumento
Hank Grotowski (Billy Bob Thornton), viudo desde hace un tiempo, trabaja como guardia en una prisión. Sonny (Heath Ledger), el hijo de Hank, trabaja junto a su padre. Ambos son incapaces de relacionarse con las mujeres, y mantienen una relación distante entre ellos. Hank reside con su padre, Buck (Peter Boyle), un racista retirado, enfermo y abandonado, quien ha conducido a su mujer al suicidio.
Juntos, Hank y Sonny deben colaborar durante la ejecución del convicto por asesinato Lawrence Musgrove (Sean Combs), un afroamericano, ya que trabajan en el pabellón de la muerte de la prisión. Instantes antes de la ejecución Sonny vomita y es fuertemente reprendido por su padre, al grado que otros guardias los tienen que separar. Al día siguiernte, el joven se suicida con un disparo al pecho frente a Hank y a su abuelo.
Posteriormente, Hank conoce a Leticia Musgrove (Halle Berry), viuda de Lawrence, quien trabaja como camarera y había estado luchando muchos años para sacar adelante a su hijo Tyrell (Coronji Calhoun), y subsistir, pero el chico es atropellado cuando caminaba al lado de una carretera junto a su madre bajo una fuerte tormenta. Casualmente Hank ve a Leticia pidiendo ayuda pero el niño muere en el hospital al que Hank los llevó. A partir de ahí se enamoran.
Después de la muerte de Sonny, Hank renuncia como guardia de prisiones y compra una estación de servicio y la nombra Leticia's.

## Reparto
- Billy Bob Thornton es Hank Grotowski.
- Heath Ledger es Sonny Grotowski.
- Halle Berry es Leticia Musgrove.
- Peter Boyle es Buck Grotowski.
- Sean Combs es Lawrence Musgrove.
- Mos Def es Ryrus Cooper.
- Coronji Calhoun es Tyrell Musgrove.
- Charles Cowan, Jr. es Willie Cooper.
- Amber Rules es Vera.

## Premios y nominaciones
- Academy Awards
  - Mejor actriz: Halle Berry (Ganadora)
  - Mejor guion original: Milo Addica & Will Rokos (Nominados)
- BAFTA Awards
  - Mejor Actriz: Halle Berry (Nominada)
- Berlin International Film Festival
  - Silver Bear por Mejor Actriz: Halle Berry (Ganadora)
- Black Reel Awards
  - Mejor Actriz: Halle Berry (Ganadora)
- Golden Globes
  - Mejor actriz de Drama: Halle Berry (Nominada)
- MTV Movie Awards
  - Mejor actriz principal: Halle Berry (Nominada)
- National Board of Review
  - Mejor Actor: Billy Bob Thornton (Ganador)
  - Mejor Actriz: Halle Berry (Ganadora)
- Screen Actors Guild Awards
  - Participación de actriz en papel principal: Halle Berry (Ganadora)